# Bernard Bezubik

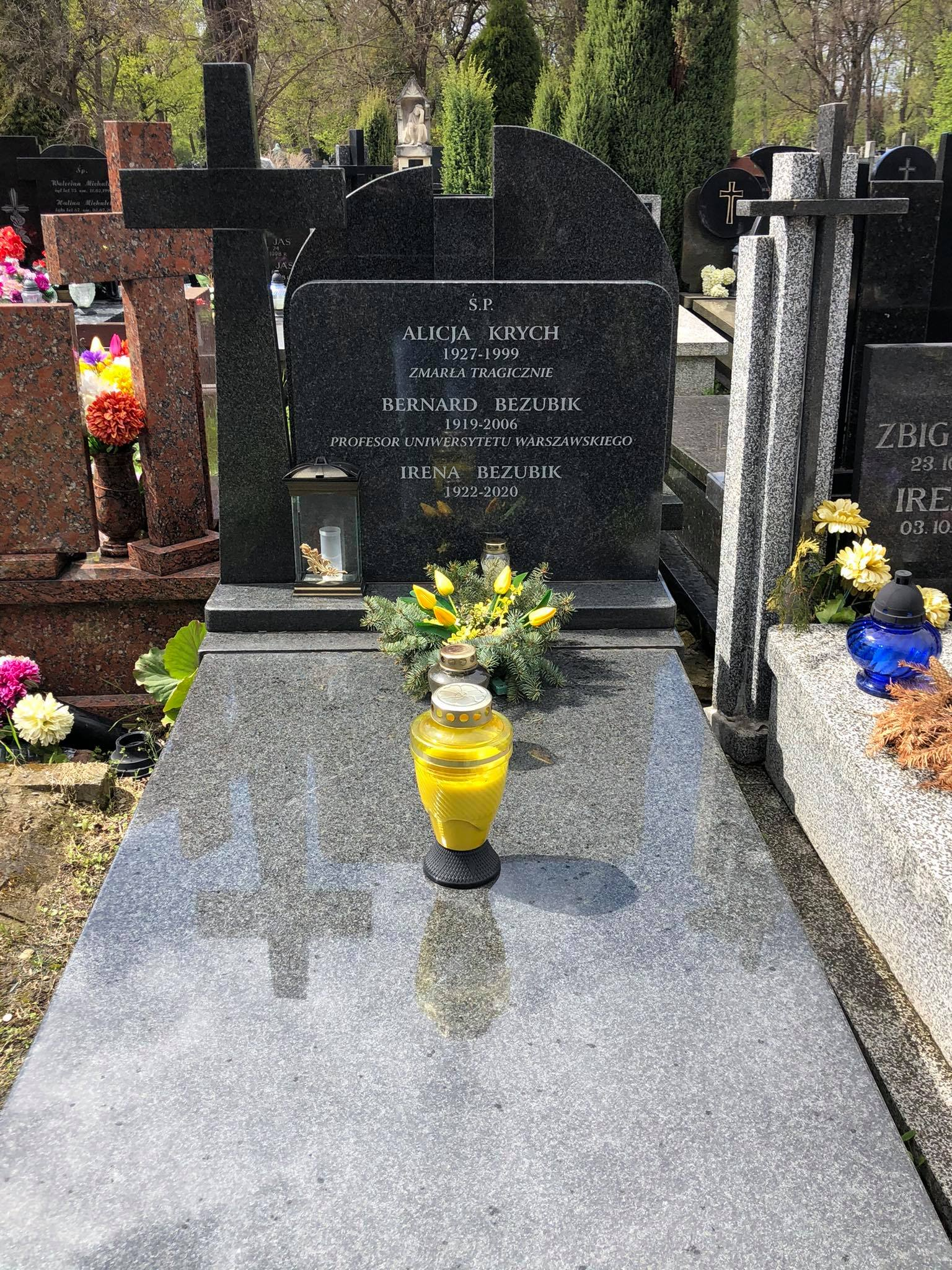
Grób Bernarda Bezubika na cmentarzu Bródnowskim w Warszawie

Bernard Bezubik (ur. 17 listopada 1919 w Ostaszach, zm. 25 stycznia 2006 w Warszawie) – polski parazytolog, profesor doktor habilitowany nauk weterynaryjnych.

## Życiorys
W 1939 ukończył Gimnazjum Ogólnokształcące im. marsz. Józefa Piłsudskiego w Białymstoku. Podczas II wojny światowej działał w konspiracji, był żołnierzem Armii Krajowej, W 1944 aresztowany i do 1947 internowany w obozie NKWD n 179 w Diagilewie k. Riazania. Po powrocie do kraju rozpoczął studia na Uniwersytecie Marii Curie-Skłodowskiej w Lublinie, od III roku studiów pracował jako młodszy asystent w kierowanej przez prof. Zdzisława Raabego Katedrze Zoologii i Parazytologii Wydziału Weterynaryjnego. W 1952 ukończył studia i uzyskał dyplom lekarza weterynarii, a następnie przeprowadził się do Warszawy. Rozpoczął pracę w kierowanej przez prof. Witolda Stefańskiego Katedrze Parazytologii Szkoły Głównej Gospodarstwa Wiejskiego, prowadził badania nad parazytofauną dzikich kaczek. Wyniki badań stanowił podstawę pracy doktorskiej, którą obronił na SGGW w 1956. Następnie powrócił do Lublina, gdzie przez sześć lat był adiunktem w Katedrze Parazytologii i Chorób Inwazyjnych Wyższej Szkoły Rolniczej, prowadził badania nad helmintofauną polskich ptaków łownych. W 1960 otrzymał roczne stypendium Fundacji Rockefellera, odbył staż w Beltaville Parasitology Institute w Beltsville, gdzie badał fizjologiczne oddziaływania pasożyt-żywiciel. Na podstawie wyników prowadzonych badań habilitował się w 1963 na Wydziale Biologii Uniwersytetu Warszawskiego, gdzie pracował od powrotu ze Stanów Zjednoczonych w 1961. Również w 1961 zorganizował na Wydziale Biologii Zakład Parazytologii i objął jego kierownictwo. W 1969 Rada Państwa nadała Bernardowi Bezubikowi tytuł profesora nadzwyczajnego, a w 1978 profesora zwyczajnego. Od 1969 był członkiem Komitetu Parazytologii Polskiej Akademii Nauk, początkowo pełnił funkcję sekretarza, w latach 1977-1981 był wiceprzewodniczącym. W 1978 pełnił funkcję Sekretarza Generalnego IV Światowego Kongresu Parazytologów (ICOPA IV) w Warszawie. Był członkiem Rady Naukowej Instytutu Parazytologii PAN, w latach 1991-1999 pełnił funkcję wiceprzewodniczącego. W 1990 przeszedł na emeryturę.
Spoczywa na cmentarzu Bródnowskim (kw. 5E, rząd 2, grób 31).

## Dorobek naukowy
Dorobek naukowy prof. Bernarda Bezubika obejmuje 130 pozycji, w tym 81 prac oryginalnych. Najbardziej znane są jego prace dotyczące zagadnień odporności organizmu podczas chorób pasożytniczych m.in. patogenezy i immunogenezy w nematodozach żołądkowo−jelitowych owiec, co zainicjowało powstanie nowego kierunku badań - immunoparazytologii. Aktywnie współpracował z ośrodkami zagranicznymi m.in. z Uniwersytetem w Glasgow (Szkocja), Stanowym Uniwersytetem Iowa w Ames (USA), Uniwersytetami w Zurychu i Bernie (Szwajcaria).

## Członkostwo
- Polskie Towarzystwo Parazytologicznego,
- American Society of Parasitologists,
- Helminthological Society of Washington (członek honorowy),
- World Association for the Advancement of Veterinary Parasitology,
- Deutsche Geselshaft für Parasitologie (członek korespondent).

## Nagrody i odznaczenia
- Krzyż Armii Krajowej
- Krzyż Kawalerski Orderu Odrodzenia Polski
- Odznaka tytułu honorowego „Zasłużony Nauczyciel Polskiej Rzeczypospolitej Ludowej”